# Trematomus
Trematomus is een geslacht van straalvinnige vissen uit de familie van ijskabeljauwen (Nototheniidae).

## Soorten
- Trematomus bernacchii Boulenger, 1902
- Trematomus eulepidotus Regan, 1914
- Trematomus hansoni Boulenger, 1902
- Trematomus lepidorhinus (Pappenheim, 1911)
- Trematomus loennbergii Regan, 1913
- Trematomus newnesi Boulenger, 1902[2]
- Trematomus nicolai (Boulenger, 1902)
- Trematomus pennellii Regan, 1914
- Trematomus scotti (Boulenger, 1907)
- Trematomus tokarevi Andriashev, 1978
- Trematomus vicarius Lönnberg, 1905